# Twisters
Twisters är en amerikansk action- och äventyrsfilm från 2024. Filmen är regisserad av Lee Isaac Chung efter ett manus skrivet av Adam Clussman, Kari Lindsay och Conor Taylor.
Filmen hade biopremiär i Sverige den 12 juli 2024, utgiven av Warner Bros.

## Handling
Filmen kretsar kring en grupp tornadojägare, och är en uppdatering av katastroffilmen Twister från 1996, i vilken Helen Hunt och Bill Paxton spelade huvudrollerna. Enligt uppgift ska deras rollfigurers gemensamma dotter axla en av huvudrollerna i uppdateringen.

## Rollista (i urval)
Källor: 
- Daisy Edgar-Jones – Kate
- Glen Powell – Tyler
- Anthony Ramos – Javi
- Brandon Perea – Boone
- Daryl McCormack – Jeb
- Maura Tierney – Cathy
- Harry Hadden-Paton –
- Sasha Lane – Lilly
- Kiernan Shipka – Addy
- Nik Dodani – Praveen
- David Corenswet – Scott
- Tunde Adebimpe – Dexter
- Katy O'Brian – Dani